# Silvina Schlesinger
Silvina Schlesinger (født 28. marts 1985) er en håndboldmålmand fra Argentina. Hun spiller på Argentinas håndboldlandshold, og deltog under VM 2011 i Brasilien.